# Адмірал Нахімов (пароплав)
44°36′15″ пн. ш. 37°52′35″ сх. д. / 44.60416667° пн. ш. 37.87638889° сх. д.
Адмірал Нахімов — радянський пасажирський пароплав. Збудований у Бремені (Німеччина) у 1925 році під назвою Berlin (іноді пишуть як «Berlin ІІІ», однак під таким ім'ям також існував і інший корабель).

## Історія
Збудований на бременській корабельні Bremer Vulkan на замовлення німецького концерна-судовласника Norddeutsche Lloyd. Плавав на різноманітних трансатлантичних лініях між Європою та США. Після нещасного випадку в 1938 — вибуху опалювального котла з 19-ма загиблими — був списаний з активної служби.
Після початку Другої світової війни в 1939 був відремонтований та перебудований на гамбурзькій корабельні Blohm & Voss. Під час війни діяв як судно-лазарет.
29 січня 1945 наскочив на міну та затонув на рейді Свінемюнде. В 1948 був піднятий на поверхню та на замовлення СРСР в 1951-1957 відремонтований у НДР на ростокській корабельні у Варнемюнде.
Йому було надане нове ім'я — «Адмирал Павел Степанович Нахимов»
Був приписаний до Чорноморського морського пароплавства (порт приписки Одеса) Протягом 29 років здійснював круїзні рейси Кримсько-Кавказькою лінією.
Під час Карибської кризи в 1962 році пароплав таємно перевозив радянських військових на Кубу.

## Катастрофа

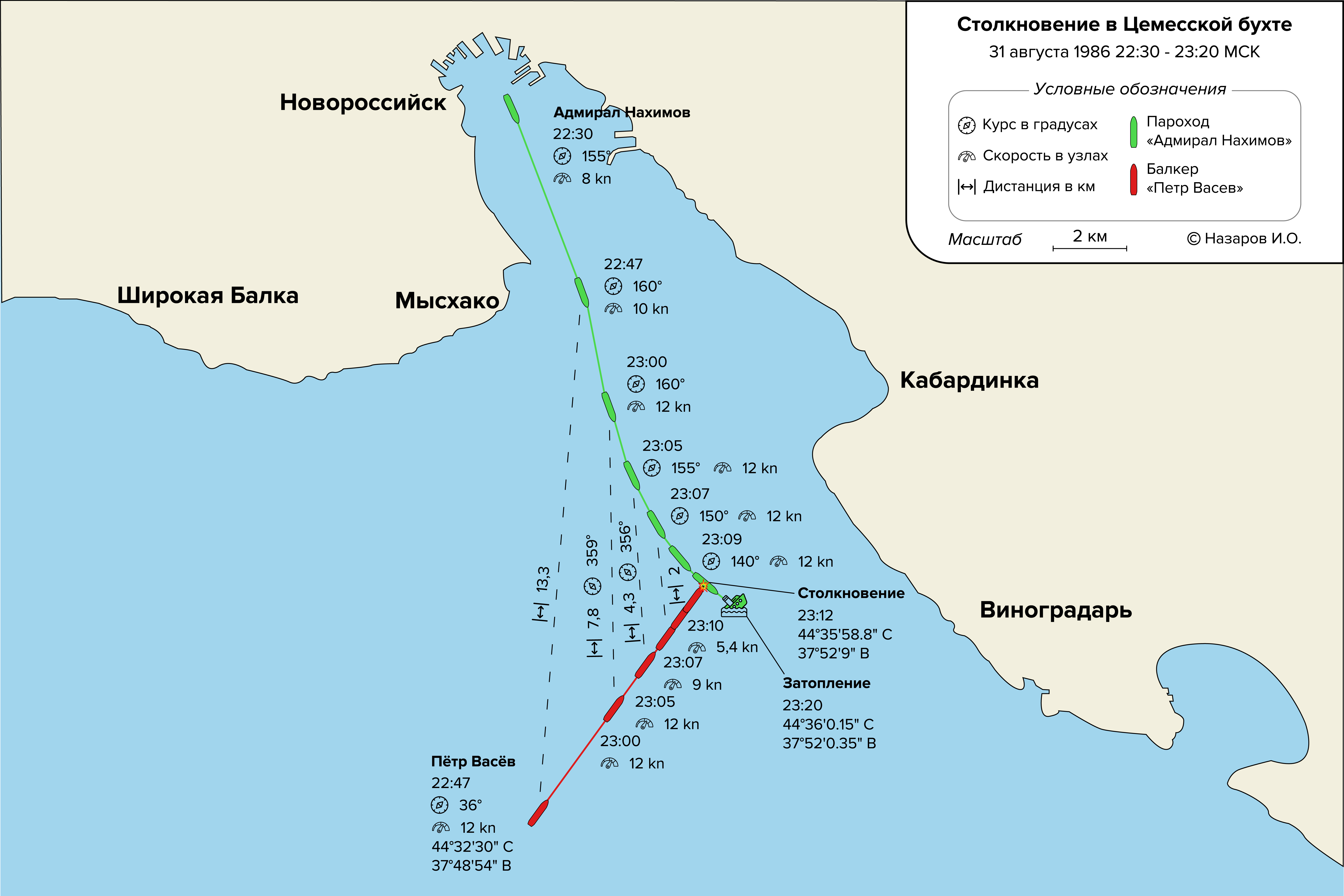
Карта крушения 31.08.1986

31 серпня 1986 року о 23 годині 20 хвилин затонув у наслідок зіткнення з іншим радянським вантажним судном за 15 км від Новоросійська і за 4 км від берега. При цьому загинуло 423 з 1243 осіб.

## Статистичні дані
Відомості про пасажирів та членів екіпажу круїзного рейса т/х «Адмірал Нахімов» з 29 серпня по 05 вересня 1986 р.
|                                               | Пасажири | Екіпаж              | Всього |
| --------------------------------------------- | -------- | ------------------- | ------ |
| Всього людей на борту                         | 897      | 346                 | 1243   |
| Всього загинуло                               | 359      | 64                  | 423    |
| Загинуло чоловіків                            | 138      | 34                  | 172    |
| Загинуло жінок                                | 221      | 30                  | 251    |
| в тому числі діти, котрі загинули до 16 років | 22       | 1 (син чл. екіпажа) | 23     |
| Загинули з:                                   |          |                     |        |
| Білоруська РСР                                | 1        | 2                   | 3      |
| Латвійська РСР                                | 24       | 0                   | 24     |
| Литовська РСР                                 | 25       | 0                   | 25     |
| Молдавська РСР                                | 17       | 3                   | 20     |
| РРФСР                                         | 66       | 6                   | 72     |
| Узбецька РСР                                  | 10       | 0                   | 10     |
| Українська РСР                                | 216      | 51                  | 267    |
| Грузинська РСР                                | 0        | 1                   | 1      |
| Киргизька РСР                                 | 0        | 1                   | 1      |

В 1987 році, до першої річниці трагедії, на мисі Дооб був споруджений пам'ятний знак в пам'ять затонулого теплохода та його пасажирів.